# Great Witley
Great Witley – wieś w Anglii, w hrabstwie Worcestershire, w dystrykcie Malvern Hills. Leży 14 km na północny zachód od miasta Worcester i 176 km na północny zachód od Londynu.